# الحوطا الشرقية
قرية الحوطا الشرقية هي إحدى القرى التابعة لمركز ديروط في محافظة أسيوط في جمهورية مصر العربية. حسب إحصاءات سنة 2006، بلغ إجمالي السكان في الحوطا الشرقية 5819 نسمة، منهم 2994 رجل و2825 امرأة.